# Olivier Feller

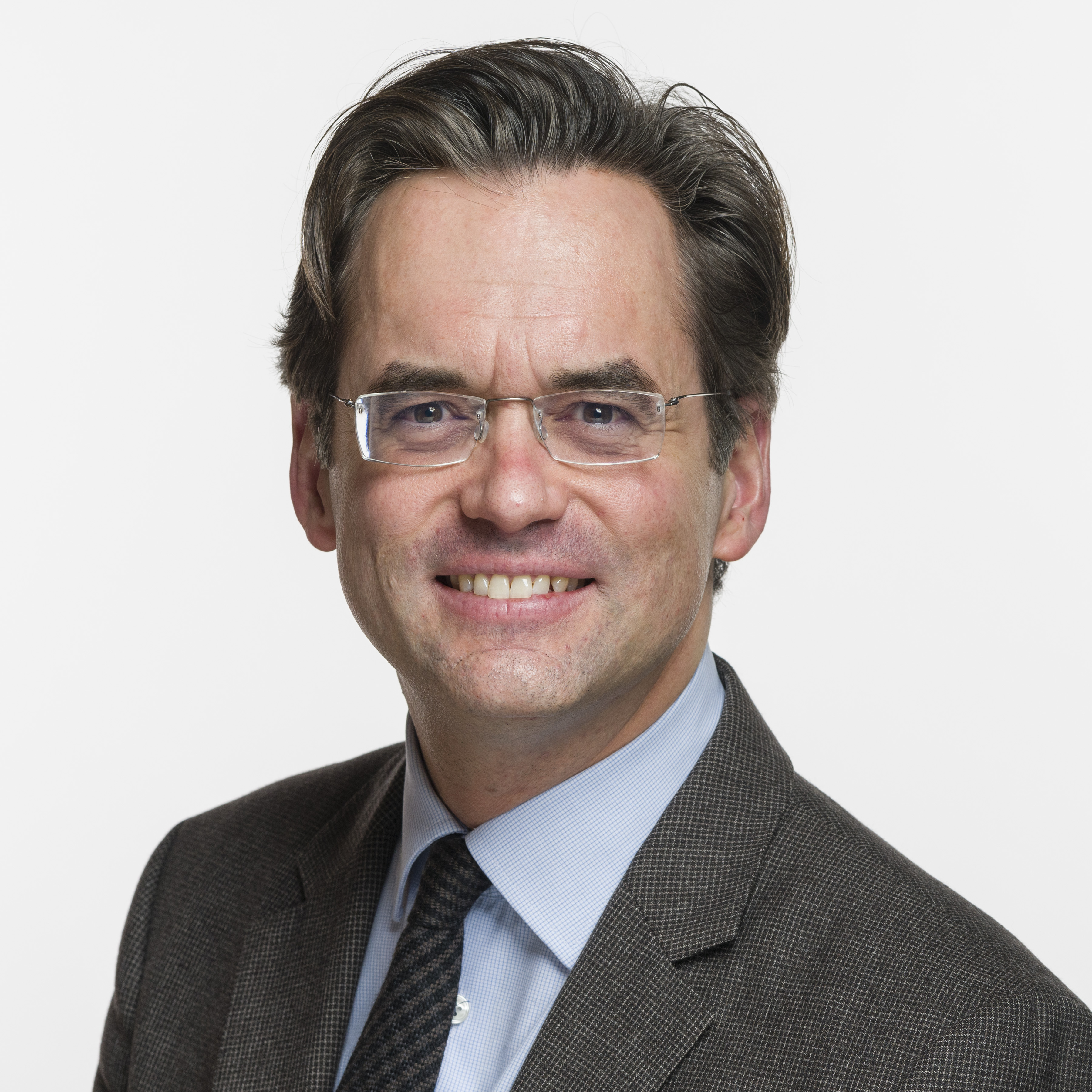
Olivier Feller (2019)

Olivier Feller (* 30. August 1974 in Genolier; heimatberechtigt in Genolier und Thun) ist ein Schweizer Politiker (FDP).

## Leben
Olivier Feller, zweisprachig aufgewachsen, besuchte das Gymnasium in Nyon. Anschliessend studierte er Rechtswissenschaft an den Universitäten von  Lausanne und Bern und schloss 1998 mit dem Lizenziat ab.
Seit 1994 ist er im Gemeinderat von Genolier, von Mai 1998 bis November 2011 war er im Grossen Rat des Kantons Waadt.
Feller wurde bei den Wahlen 2011 in den Nationalrat gewählt. Er hat dort Einsitz in der Kommission für Wirtschaft und Abgaben (WAK) (Stand: Mai 2024), zuvor war er in der Kommission für Verkehr und Fernmeldewesen und war Mitglied respektive Präsident der Finanzkommission. Am 18. Februar 2022 kandidierte er für den FDP-Fraktionsvorsitz und unterlag mit nur einer Stimme Damien Cottier.
Er arbeitet neben seiner politischen Tätigkeit als Generalsekretär des Westschweizer Hauseigentümerverbandes.